# Pérdida de heterocigosidad

Deleción de una región de un cromosoma.

Las células diploides, por ejemplo las células somáticas humanas, contienen 2 copias del genoma, cada una de ellas procede de un progenitor. La posesión de 2 alelos idénticos en una posición determinada se denomina homocigosidad, si los alelos son diferentes se nombra como heterocigosidad. La pérdida de heterocigosidad puede definirse como el fenómeno por el cual un locus (posición precisa de un gen en un cromosoma) pierde una de las copias de un gen, por deleción u otro mecanismo, haciendo que el otro sea el único que se exprese. Este proceso se llama también LOH por sus siglas en inglés (Loss Of Heterozygosity).   

## Oncología
El estudio de los cariotipos de los tumores sólidos ha permitido observar una serie de anomalías cromosómicas recurrentes. La pérdida de heterocigosidad de genes supresores de tumores, es un mecanismo genético que origina la aparición de algunas tipos de cáncer. Se debe a que la célula pierde un gen supresor tumoral situado en algún cromosoma. La implicación de está perdida es que existe más probabilidad de que aparezca un determinado tipo de cáncer, dependiendo del gen perdido o mutado.
Una de las alteraciones mejor caracterizadas, es la pérdida de heterocigosidad del gen supresor del retinoblastoma (Rb). Este gen supresor tumoral codifica una proteína que actúa suprimiendo el crecimiento de las células con ADN dañado . La pérdida de función de este gen hace posible que las células crezcan de forma descontrolada, originando la aparición de diversos tipos de tumores malignos, como el retinoblastoma o el osteosarcoma.

## Hemicigótico
Este concepto hace referencia a aquellos individuos que solamente poseen una copia de un gen en vez de las dos habituales. Los machos de los mamíferos son hemicigóticos para los genes del cromosoma X. En otros cromosomas pueden existir individuos hemicigóticos cuando hay deleción de segmentos cromosómicos.